# Little River (Nova Escócia)
Little River é uma comunidade localizada no condado de Digby, na província marítima da Nova Escócia, no Canadá.